# ×Pacherocactus orcuttii
× Pacherocactus orcuttii (K.Brandegee) G.D.Rowley è una pianta succulenta della famiglia delle Cactaceae. Si tratta di un ibrido naturale intergenerico tra Pachycereus pringlei e Bergerocactus emoryi , scoperto nei pressi di El Rosario in Bassa California (Messico).